# Amphioplus iuxtus
Amphioplus iuxtus är en ormstjärneart som beskrevs av Murakami 1943. Amphioplus iuxtus ingår i släktet Amphioplus och familjen trådormstjärnor. Inga underarter finns listade i Catalogue of Life.